# René Leibowitz
René Leibowitz   (Varsòvia, 17 de febrer de 1913 - 16è districte de París, 28 d'agost de 1972) va ser un compositor, director d'orquestra, teòric musical i professor francès naturalitzat d'origen polonès. Va ser històricament significatiu en la promoció de la música de la Segona Escola de Viena a París després de la Segona Guerra Mundial i en l'ensenyament d'una nova generació de compositors serialistes.
Leibowitz es va mantenir fermament compromès amb l'estètica musical d'Arnold Schoenberg i, fins a cert punt, va quedar al marge de l'avantguarda francesa dels anys 50, quan, sota la influència de l'antic alumne de Leibowitz, Pierre Boulez i altres, la música de l'alumne de Schoenberg Anton Webern va ser adoptat com a model ortodox pels compositors més joves.
Tot i que les seves idees compositives es van mantenir estrictament serialistes, com a director Leibowitz tenia àmplies simpaties, interpretant obres de compositors tan diversos com Gluck, Beethoven, Brahms, Offenbach o Ravel, i el seu repertori es va ampliar per incloure peces de Gershwin, Puccini, Sullivan i Johann Strauss.

## Biografia
Primers anys
Els fets sobre els primers anys de Leibowitz són problemàtics, complicats per la seva pràctica de reinventar la seva història, però se sap que va néixer a Varsòvia. Segons el seu alumne i traductor, Jan Maguire, que va escriure dos estudis sobre ell per a la revista "Tempo" a finals dels anys setanta, Leibowitz era d'origen jueu rus; el seu pare era historiador de l'art. Durant la Primera Guerra Mundial la família es va veure obligada a traslladar-se de Varsòvia a Berlín, on, escriu Maguire, Leibowitz va començar una carrera com a violinista de concert als deu anys. Aquella carrera es va interrompre quan la família es va traslladar a París tres anys després. Segons el relat de Maguire, Leibowitz es va ensenyar a si mateix "els fonaments de l'harmonia, el contrapunt i la lectura de partitures" mentre estava a l'escola secundària, i va cursar el batxillerat quan tenia disset anys. En aquest punt, la seva història es torna poc clara. Pel seu propi compte, acreditat per Maguire i altres, va anar després a Viena per estudiar amb Anton Webern. Segons altres relats, va estudiar amb Arnold Schoenberg. Ara es creu que cap dels dos és correcte: Sabine Meine va escriure al Grove Dictionary of Music and Musicians l'any 2001, "Les afirmacions de Leibowitz d'haver conegut Schoenberg i estudiat amb Webern a principis dels anys trenta continuen sense fonamentar-se", i el 2012 Nicole Gagné va escriure al Diccionari històric de la música clàssica moderna i contemporània, "malgrat les seves afirmacions en contra, mai va estudiar amb Arnold Schoenberg o Anton Webern". Altres afirmacions sobre els professors de Leibowitz –que va estudiar composició amb Maurice Ravel i direcció amb Pierre Monteux– han estat descartades per alguns escriptors del segle actual, encara que recentment com el 2010 en un estudi centrat principalment en els compositors nord-americans, Deborah Fillerup Weagel va repetir. l'afirmació que Leibowitz va ser un alumne de Webern i Ravel. No s'esmenta Leibowitz a les biografies de Ravel d'Arbie Orenstein (1991) i Roger Nichols (2011) o de Monteux de John Canarina (2003).

## París
A París, segons Maguire, Leibowitz es guanyava la vida com a pianista de jazz i componia constantment. Als seus primers vint anys es va casar amb un artista d'una il·lustre família francesa i es va establir a París, prenent finalment la nacionalitat francesa. Durant la dècada de 1930 va ser introduït a la tècnica de dotze notes de Schoenberg pel pianista i compositor alemany Erich Itor Kahn. Maguire escriu que Leibowitz va encaixar fàcilment en "l'emocionant clima intel·lectual i artístic de París durant els anys d'abans de la guerra". Els seus interessos estètics no es van limitar a la música, i es va fer amistat amb figures destacades del món de l'art modern, en particular André Masson i Pablo Picasso, i amb figures literàries com Jean-Paul Sartre, Simone de Beauvoir i Albert Camus. Per a Leibowitz, segons Maguire, compondre era la seva activitat més habitual, i la que creia més important, tot i que era conegut més pels seus comentaris, els seus escrits crítics i analítics, la seva direcció i la seva docència, tot això que considerava secundari.
Quan els alemanys van envair França a la Segona Guerra Mundial, Leibowitz va ser internat com a estranger durant un temps. No va aconseguir emigrar, però, com diu el musicòleg Reinhard Kapp, "va aconseguir sobreviure d'alguna manera, en part amagat per Georges Bataille a París, en altres ocasions amb la seva família a la Zona Desocupada". Durant la guerra a París va ensenyar clandestinament als estudiants del Conservatori de París. L'any 1944, just abans de l'alliberament de París, hi va haver una festa a l'apartament de la Ribera Esquerra de l'artista suís Balthus a la qual van assistir opositors artístics als nazis, com Picasso i altres; Leibowitz va proporcionar la música.

## Postguerra
Després de l'alliberament, Leibowitz va reprendre la seva carrera interrompuda, ensenyant, dirigint i escrivint, aprofitant l'extens material que havia produït durant el seu aïllament forçat durant la guerra. El 1947–48 i de nou el 1950 va visitar Los Angeles per conèixer Schoenberg, la cantata del qual A Survivor from Warsaw va transcriure a la partitura completa. Moltes de les obres de la Segona Escola vienesa es van escoltar per primera vegada a França al Festival Internacional de Música de Cambra establert per Leibowitz a París el 1947. Leibowitz va tenir una gran influència en la promoció de la reputació de l'Escola, tant a través de l'ensenyament a París després de la guerra com a través del seu llibre Schoenberg et son école, publicat el 1947 i traduït per Dika Newlin com a Schoenberg and his School (edicions dels EUA i del Regne Unit 1949). El llibre va ser un dels primers tractats teòrics sobre el mètode de composició de dotze tons de Schoenberg; Leibowitz (com Humphrey Searle) va ser un dels primers teòrics a promulgar el terme "serialisme". El llibre va atreure crítiques hostils de compositors en diversos punts del continu modernista. Aaron Copland va condemnar el seu to "dogmàtic i fanàtic", i Milton Babbitt va considerar que les seves discussions musicals eren superficials, amb analogies enganyoses entre la música tonal i la dodecafònica, però va ser ben rebut pel públic musical.Shaw & Auner 2011, pp. 252–253.
Dos dels seus alumnes, Pierre Boulez i Jacques-Louis Monod, van dur a terme la defensa de Leibowitz per l'escola de Schoenberg, cadascun prenent camins diferents per promoure la música de Schoenberg, Webern i el desenvolupament del serialisme. Meine escriu a Grove que durant la dècada de 1950 els escrits de Leibowitz van ser atacats per part de la generació més jove: Boulez i altres el van acusar d'"ortodòxia dogmàtica i academicisme". En opinió d'un altre alumne, Maguire, Boulez, després d'haver après de Leibowitz la tècnica dodeca, "va procedir a aplicar-la indistintament a cada element musical, sense tenir en compte les qualitats més fonamentals, l'essència de la música". Leibowitz va advertir al seu antic alumne: "Però el públic encara no ha assimilat a Schoenberg", i va intentar, sense èxit, evitar una caiguda rancorosa.
Encara que Leibowitz va compondre contínuament, poques vegades va pressionar perquè les seves obres es representessin. Quan va morir, deixant una obra de prop d'un centenar de peces, la revista "Esprit" comentava: "Modest, potser massa modest, mai va parlar de les seves obres, tret que s'hi obligués, sense fer res per fer-les tocar. Certament, no és una exageració. per dir que almenys tres quartes parts de les seves partitures no s'han escoltat mai." Des de la seva mort s'ha registrat una mostra representativa de les seves obres. Un conjunt de CD de 2013 del segell Divox conté enregistraments de 22 obres de Leibowitz: 6 melodies, op. 6; Sonata per a flauta, op. 12b; Explicació de metàfores, op. 15; Duo per a violoncel i piano, op. 23; 5 peces per a clarinet i piano, op. 29; Sérénade, Op. 38; 3 Poèmes, Op. 46; Concert per a violí, op. 50; Variacions de marihuana no sèries, Op. 54; Toccata, Op. 62; 3 Capricis, op. 70; 2 Configuració, Op. 71; 3 poemes, op. 73; Motius, op. 74; Petita suite, op. 75; 2 poemes, op. 76a; Cançó dada, Op. 76b; Suite, Op. 81; 4 Lieder, Op. 86; 3 Intermezzi, Op. 87; Laboratori central, op. 88; i 3 poemes, op. 92.
Tot i que Leibowitz era receptiu a una àmplia gamma d'estils musicals, no podia suportar la música de Sibelius, i va publicar un pamflet sobre ell sota el títol de "Sibelius: el pitjor compositor del món"; també va criticar durament a Bartók per escriure música que era massa accessible: Leibowitz va pensar que, en no adoptar la dodecafonía en les seves obres posteriors, Bartók estava complaent amb el gust popular en lloc d'ajudar a allunyar la música de la tonalitat d'acord amb les nocions de Leibowitz sobre la inevitabilidad històrica i el deure dels compositors. Per a Leibowitz, escriure una obra popular com el Concert per a orquestra de Bartók va ser una traïció al modernisme.
Grove té articles sobre trenta-dos compositors que van estudiar amb Leibowitz a París o van assistir a les seves sessions a Darmstadt o en altres llocs: a més de Boulez i Monod, hi ha Vinko Globokar; Hans Werner Henze; Diego Masson; Serge Nigg; i Bernd Alois Zimmermann. L'escriptor Joan Peyser va resumir la carrera de Leibowitz:
| «              | un llarg moment esplèndid de la seva vida, que va des de París el 1944 fins a Darmstadt el 1948, dedicat a la promulgació de les idees schoenbergianes. Quan, a finals dels 40 i principis dels 50, Webern va desplaçar a Schoenberg com l'home venerat i els compositors van aplicar la idea de la sèrie més enllà del to, el temps de Leibowitz havia passat. Es va negar a seguir aquest camí. | » |
| — Joan Peyser, | |   |

El necròleg de Leibowitz a la revista "Esprit" va descartar això com a simplista:
| «                                              | Alcem-nos per sobre del tòpic mateix "parisí" (però fals) d'un René Leibowitz, abandonat pels seus brillants alumnes, i caigut en l'oblit després dels anys cinquanta. Hi va haver ruptures, sobretot amb Boulez, però això no va impedir que les generacions posteriors vinguessin a recolzar-se en ell: la generació de Puig, Globokar, etc. També és cert que van circular molts mites sobre ell, tant per part dels acadèmics que no ho van fer. perdoneu-lo per haver introduït el virus de l'àton i pels avantguardistes que el van trobar massa conformista. | » |
| — necròleg de Leibowitz a la revista "Esprit", | |   |

Leibowitz va morir sobtadament a París el 29 d'agost de 1972, als 59 anys.

## Enregistraments
A l'inici de l'època dels LP, als anys 50, Leibowitz va realitzar enregistraments complets de set òperes, que en general van tenir una bona acollida i que s'han reeditat majoritàriament en CD. Eren els Les Pêcheurs de perles de Bizet; Alceste de Gluck i L'ivrogne corrigé; Zaïde de Mozart; La Belle Hélène i Orphée aux enfers de Offenbach; i L'Heure espagnole de Ravel. Un conjunt d'obres orquestrals de Ravel va ser menys ben revisat,, però Leibowitz va rebre elogis qualificats pel seu conjunt de Gurre de Schoenberg -Lieder ("Leibowitz fa un intent seriós de produir una actuació convincent; els seus tempi lents troben justificació en les marques de Schoenberg, però els seus artistes no ens poden persuadir que Gurre-Lieder és una altra cosa que una curiositat històrica") .
El 1961 Leibowitz va dirigir la Royal Philharmonic Orchestra en un conjunt de simfonies de Beethoven fetes per Decca per a Reader's Digest; va ser dels primers a intent de seguir les marques del metrònom de Beethoven, seguint el conjunt pioner fet a Viena tres anys abans, dirigit per Hermann Scherchen. Els revisors van observar que, tot i que Scherchen havia assolit tempos més propers als Les marques del compositor, Leibowitz, a velocitats no molt més lentes, havien aconseguit un conjunt millor que el que havia aconseguit el conjunt anterior. "The Stereo Record Guide" va anomenar les actuacions "fluides", "superficials" i "insensibles"; en la seva reedició a la dècada de 1980 un crític de "Gramophone" va pensar que gran part del conjunt era "lleuger" i "mancat de gravitas", encara que va trobar "magnífica" l'actuació de la Setena Simfonia. El 1995 Richard Taruskin, analitzant una selecció d'enregistraments de Beethoven, va arribar a la conclusió que Leibowitz, com Scherchen, oferia actuacions musicalment i musicològicament superiors als intents més recents de la "autèntica", directors com Christopher Hogwood. Al segle XXI les actuacions havien arribat a semblar passats de moda , segons l'opinió d'un crític de la revista "Fanfàrria", que els va trobar més semblants als de Herbert von Karajan que als d'autenticistes especialitzats com Roger Norrington i John Eliot Gardiner.
Amb l'equip Decca, Leibowitz va gravar onze àlbums més entre 1959 i 1962. Inclouen obres a gran escala com La consagración de la primavera, simfonies de Mozart, Schubert, Schumann i concerts de Grieg, Liszt, Mendelssohn, Prokofiev. , així com peces breus de més de trenta compositors que van des de Bach a Gershwin, des de Wagner a Sullivan , Puccini i Johann Strauss.

## Escrits per Leibowitz
- 1947 Schoenberg et son école: l'étape contemporaine du langage musical. [París]: J.B. Janin. (Edició anglesa, a Schoenberg and His School: The Contemporary Stage in the Language of Music. Traduït per Dika Newlin. New York: Philosophical Library, 1949).
- 1948. Qu'est-ce que la musique de douze sons? Le Concerto pour neuf instruments, op. 24, d'Anton Webern. Lieja: Éditions Dynamo.
- 1949. Introduction à la musique de douze sons. Les variations pour orchestre op. 31, d'Arnold Schoenberg. París: L'Arche.
- 1950. L'artiste et sa conscience: esquisse d'une dialectique de la conscience artistique. Prefaci de Jean-Paul Sartre. París: L'Arche.
- 1950. Scènes de la vie musicale américaine. Lieja: Éditions Dynamo.
- 1950. Arnold Schoenberg ou Sisyphe dans la musique contemporaine. Lieja: Éditions Dynamo.
- 1951. L'évolution de la musique, de Bach à Schoenberg. París: Éditions Corrêa.
- 1957. Histoire de l'opéra. París: Buchet Chastel.
- 1969. Schoenberg. París: Éditions du Seuil.
- 1971. Le compositeur et son double: essais sur l'interprétation musicale. París: Gallimard. (Ed. augm., versió definitiva. París: Gallimard, 1986.)
- 1972. Les fantômes de l'opéra: essais sur le théâtre lyrique. París: Gallimard.